# 布格萊滕巴赫河

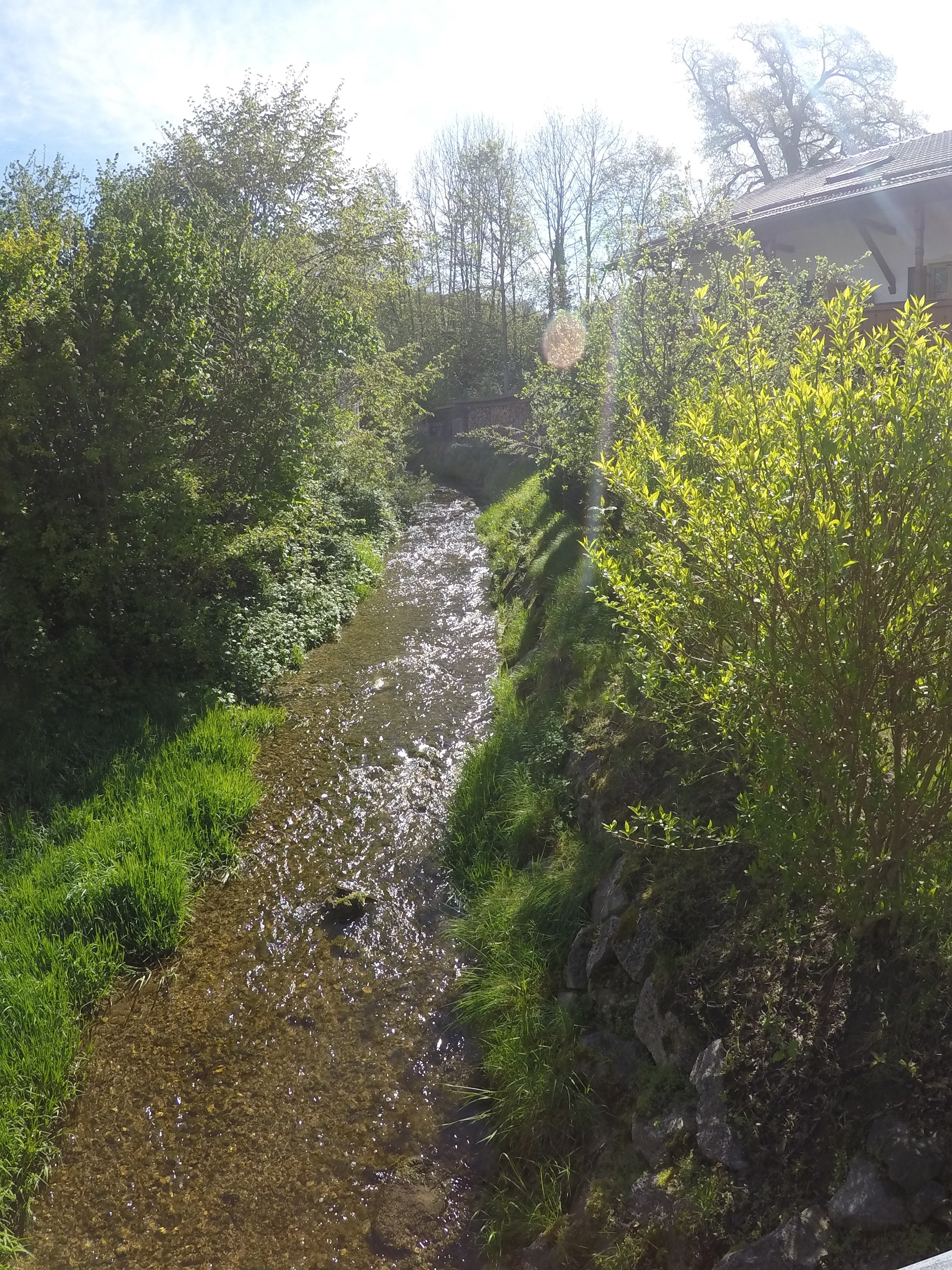

47°54′18″N 11°09′02″E / 47.90509°N 11.15048°E
布格萊滕巴赫河（德語：Burgleitenbach），是德國的河流，位於該國東南部，由巴伐利亞負責管轄，屬於安珀河的右支流，河道全長7.5公里，流經魏爾海姆-雄高縣。